# Antigone von Epirus
Antigone von Epirus (altgriechisch Ἀντιγόνη Antigónē; * um 320 v. Chr. in Makedonien; † um 295 v. Chr.) war die erste Gattin von Pyrrhos, des Königs der Molosser in Epirus.
Antigone war die Tochter der makedonischen Adligen und späteren ägyptischen Königin Berenike I. und deren erstem Gatten Philipp, einem nicht näher bekannten Makedonen. Um 320 v. Chr. wurde Berenike Hofdame der mit ihr verwandten Eurydike, der Braut des Ptolemaios I., und begleitete diese nach Ägypten. Bereits um 317 v. Chr. fing Ptolemaios I. eine Liaison mit Berenike an und nahm sie wohl bald zur weiteren Gattin.
Ptolemaios I. verheiratete seine Stieftochter Antigone mit Pyrrhos, als dieser 299/298 v. Chr. als Geisel an den alexandrinischen Hof  kam, um als Garant für das Wohlverhalten des Demetrios Poliorketes zu dienen. Außerdem unterstützte der ägyptische König Pyrrhos mit einem Heer, Schiffen und Geld bei der Rückeroberung von Epirus, die 297 v. Chr. gelang. Antigone folgte ihrem Gatten nach Epirus und gebar ihm wahrscheinlich eine Tochter namens Olympias sowie jedenfalls einen Sohn Ptolemaios, in dessen Geburtsjahr (um 295 v. Chr.) sie, vielleicht im Kindbett, starb. Bald nach ihrem Tod nahm Pyrrhos Lanassa zur Gemahlin.